# La Tania
La Tania est une station de sports d'hiver de la vallée de la Tarentaise, est située sur le territoire communal de Courchevel, dans le département de la Savoie en région Auvergne-Rhône-Alpes. La station, inaugurée en 1991 à la veille des Jeux olympiques d'hiver de 1992 d'Albertville, appartient au grand domaine skiable des Trois Vallées.

## Géographie

### Localisation
La station est située à 1 400 mètres d'altitude à mi-chemin entre Courchevel et Méribel, au cœur d'une forêt d'épiceas. La forêt de La Tania dans sa partie ouest est classée zone naturelle  d'intérêt écologique, faunistique et  floristique.

### Accès à la station
On accède à la station par la route, via une voie express extension de l'A 430, en provenance de la combe de Savoie-Albertville, par la sortie  41 (Bozel, Courchevel, Méribel) qui se situe au niveau de la ville de Moûtiers. Par ailleurs, le TGV arrive jusqu'en gare de Moûtiers - Salins - Brides-les-Bains, en provenance de grandes métropoles françaises (Paris, distance depuis Paris 600 km, soit 5h30, Lille ou Nantes) et européennes (Londres, Amsterdam ou Bruxelles), et à l'année par des TER Rhône-Alpes. Le temps de transport vers la station est de 30 minutes environ (taxi, navettes du transporteur Altibus).
On peut aussi atterrir dans les aéroports internationaux de Lyon-Saint-Exupéry (187 km - env. 2h00) et Genève (149 km - env. 2h10), ainsi que celui de Chambéry - Savoie (110 km - env. 1h15). Les stations voisines de Courchevel et Méribel possèdent leur propre altiport.
La station est intégrée au service de navettes gratuites « Ski Bus » qui relies les différents hameaux de Saint-Bon-Tarentaise et les stations-villages de Courchevel, ainsi que Bozel.

## Nom de la station
Le nom de La Tania vient de celui d'un de ses deux hameaux d'origine. Avant les JO, il existait le hameau de la Tagna et celui du Formier. La station actuelle a réuni ces deux hameaux et s'est même dotée d'un "quartier des chalets" en pleine expansion, on compte aujourd'hui environ 90 chalets, à l'architecture savoyarde ou russe soignée.

## Histoire
La station de La Tania est créée, à l’initiative de la société HELVIM-FRANCE. entre 1989 et 1993[réf. nécessaire], dans l'objectif des futurs Jeux olympiques d'hiver de 1992 d'Albertville au cours desquels elle sert de village olympique annexe. La plupart des architectures, et en particulier celles des immeubles, ont été conçues par Jacques Labro, l'un des architectes de la station d'Avoriaz. Les travaux débutent en 1989 et la station est ouverte officiellement le 22 décembre 1990, les travaux s'achevant effectivement en 1993. Le domaine est géré par la Société des Trois Vallées.

## La station

### Promotion
La commune de La Perrière a reçu le label officiel de « station classée tourisme ».
La station a obtenu plusieurs labels comme « Station grand domaine » ; « Station village » et  « Station club ».
En 2017, la commune est labellisée « Station verte » (depuis 2014).

### Le village

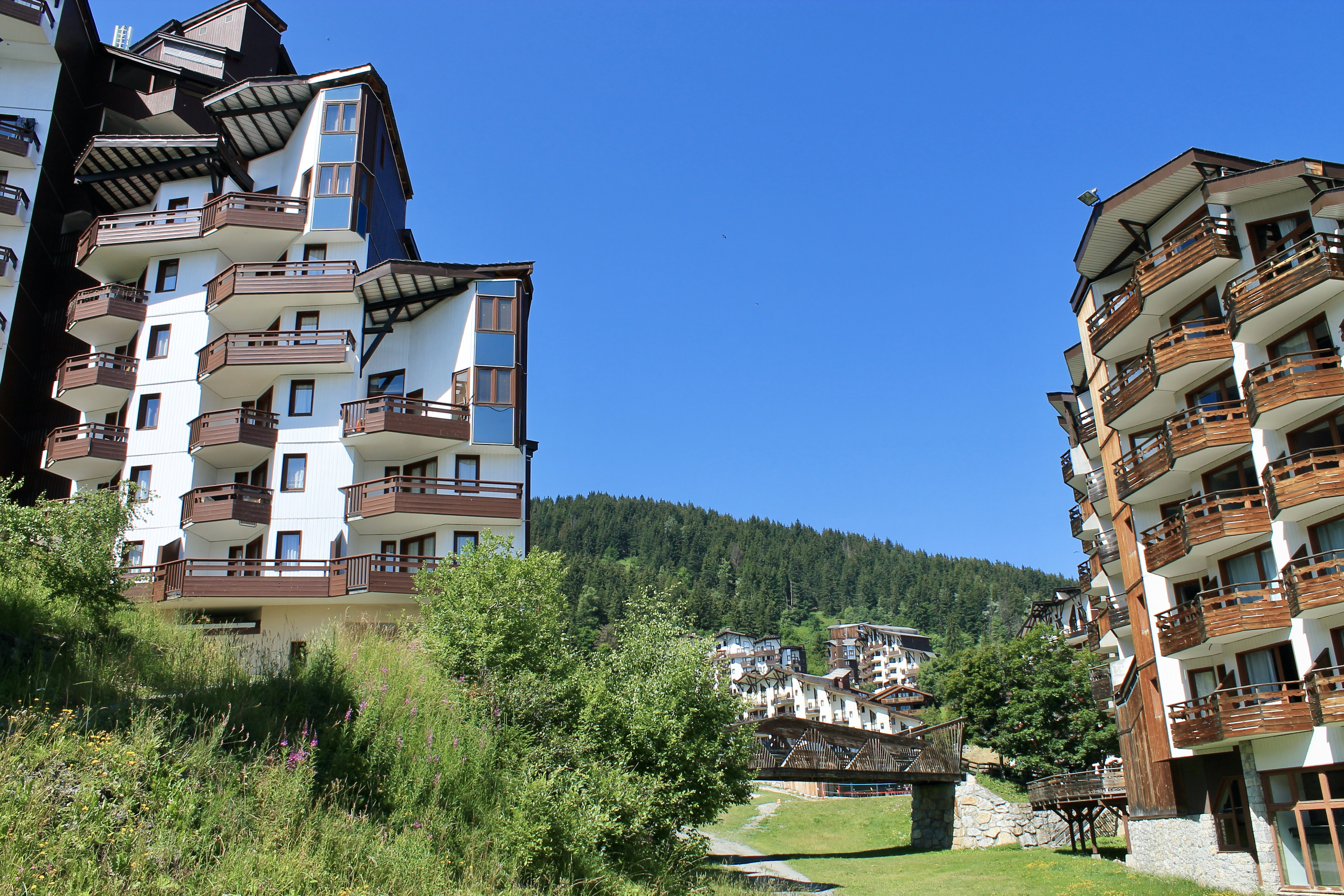
Immeubles d'habitation.

La station offre un accès skis aux pieds à l'ensemble des hébergements. Le centre de la station est entièrement piéton.

### Hébergement et restauration

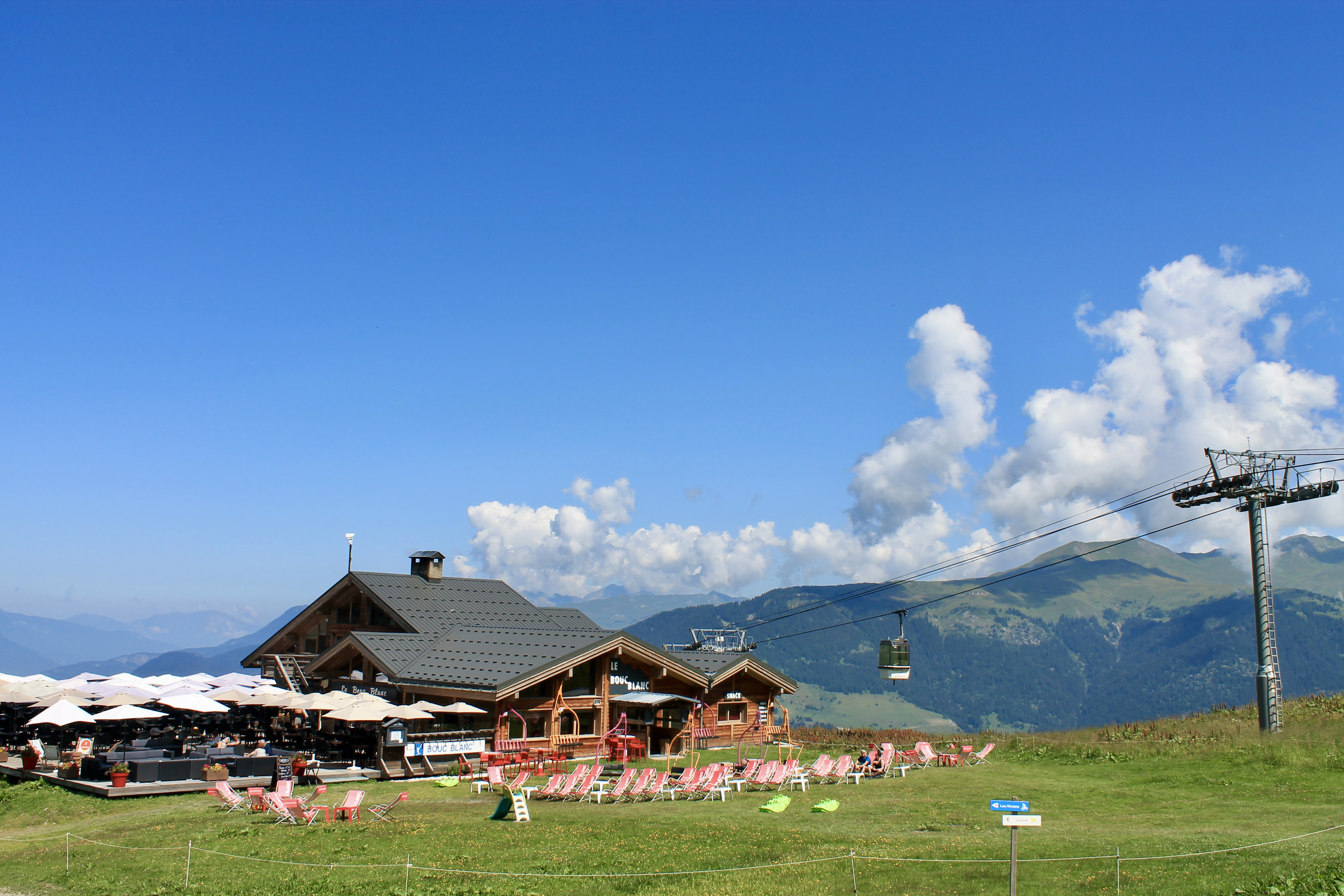
Restaurant d'altitude "Le Bouc Blanc" et télécabine de La Tania.

En 2014, la capacité d'accueil de la station, estimée par l'organisme Savoie-Mont-Blanc, est de 3 834 lits touristiques répartis dans 522 établissements. Les hébergements se répartissent comme suit : 19 meublés  ; 4 résidences de tourisme ; 2 hôtels.
La station accueille un restaurant classé dans le guide Michelin d'une étoile, Le Farçon, du chef Julien Machet, depuis 2006. Le chef est candidat à la saison 6 de l'émission Top Chef (2015).

## Domaine skiable et gestion

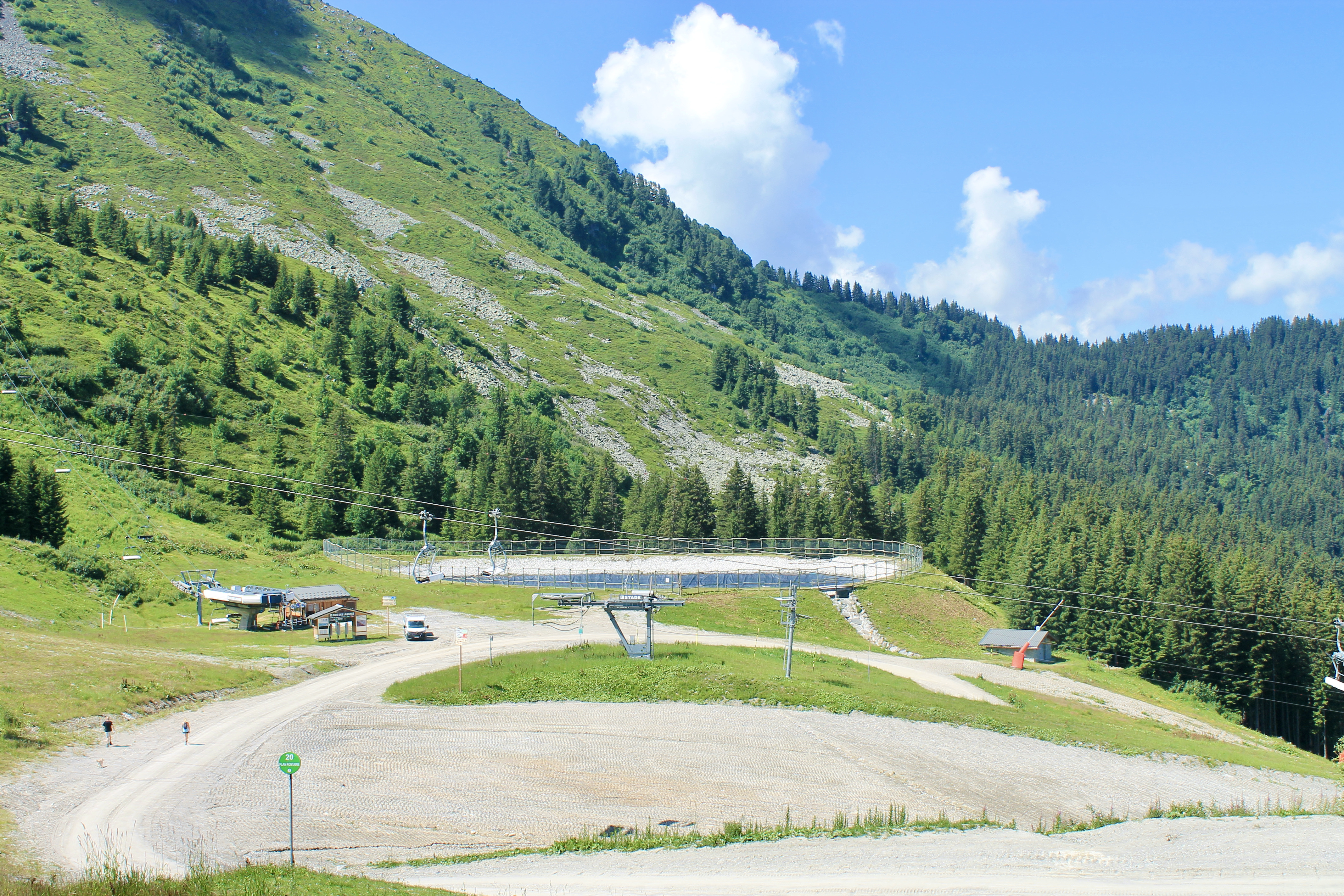
Départ du Télésiège débrayable 6 places du Bouc Blanc et retenue d'eau du Bouc Blanc alimentant le réseau d’enneigement artificiel.

La station se situant à proximité du cœur du parc national de la Vanoise, le domaine skiable ne peut plus s'étendre, mais il tire en partie l'avantage de sa jonction avec ses voisines des Trois Vallées.

## Animation
La station organise régulièrement des évènements sportifs ou festifs :
En été :
- La fête des Bûcherons, le 15 août (fête de la station).
- La montée pédestre du Bouc Blanc (course, 600 mètres D+).
- La semaine de l'environnement en hiver comme en été.

En hiver :
- Le 3 Vallées Enduro, avec toutes les stations des 3 Vallées.
- Le Charity Day (Journée de rassemblement au profit de la lutte contre le cancer).
- La semaine de l'environnement en hiver comme en été.

Les 6 et 7 mars 2010, la station a accueilli la 1re édition du Valkyrie Fest, évènement combinant freestyle et freeride (en ski, snowboard et télémark).

## Galerie

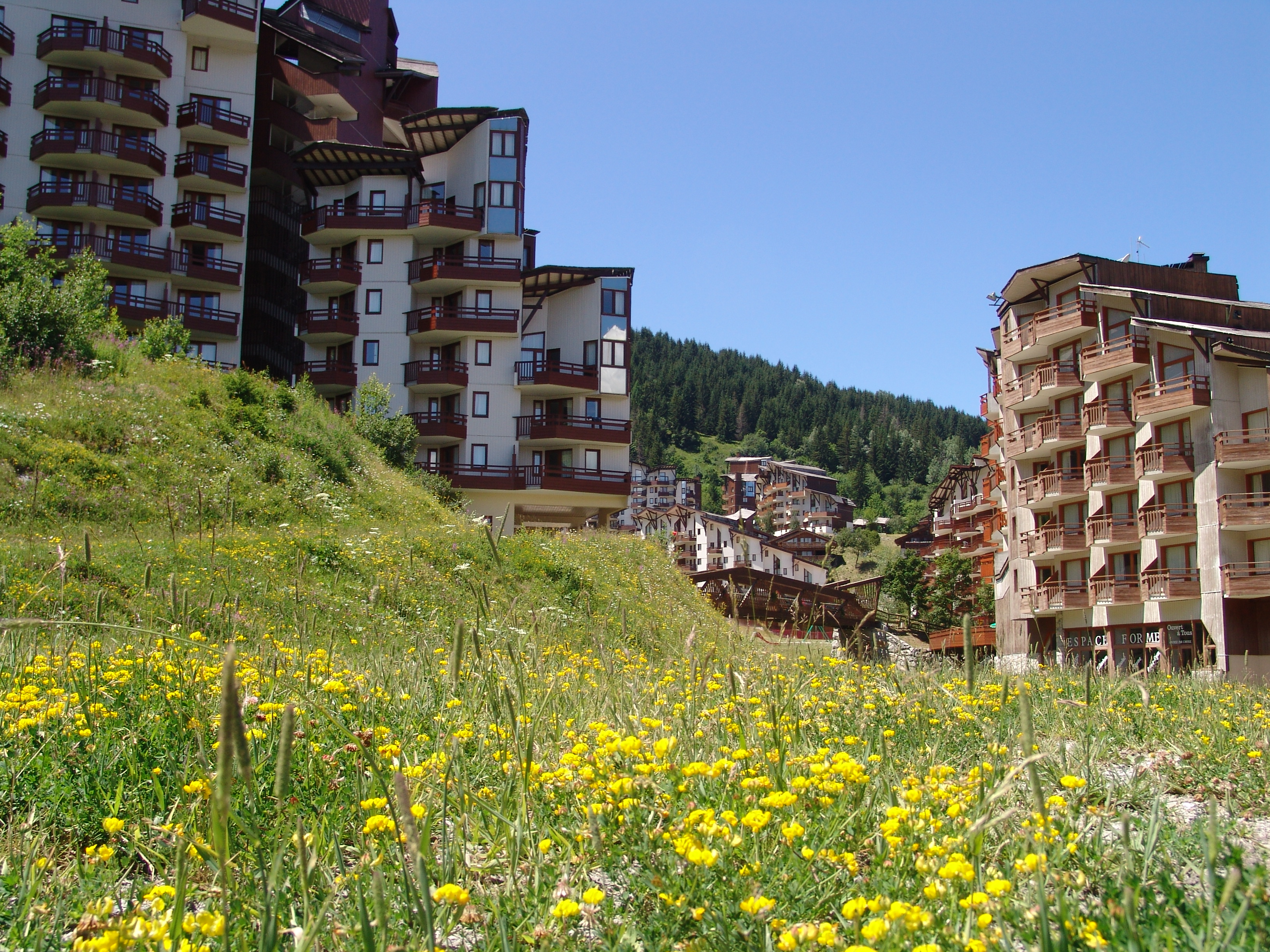
La station en été
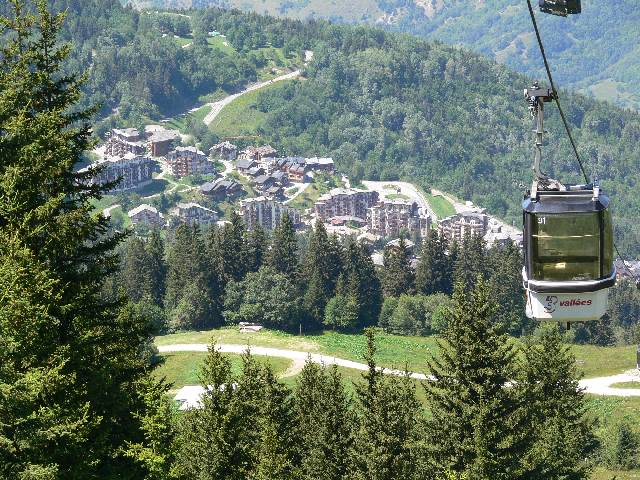
Télécabine de La Tania
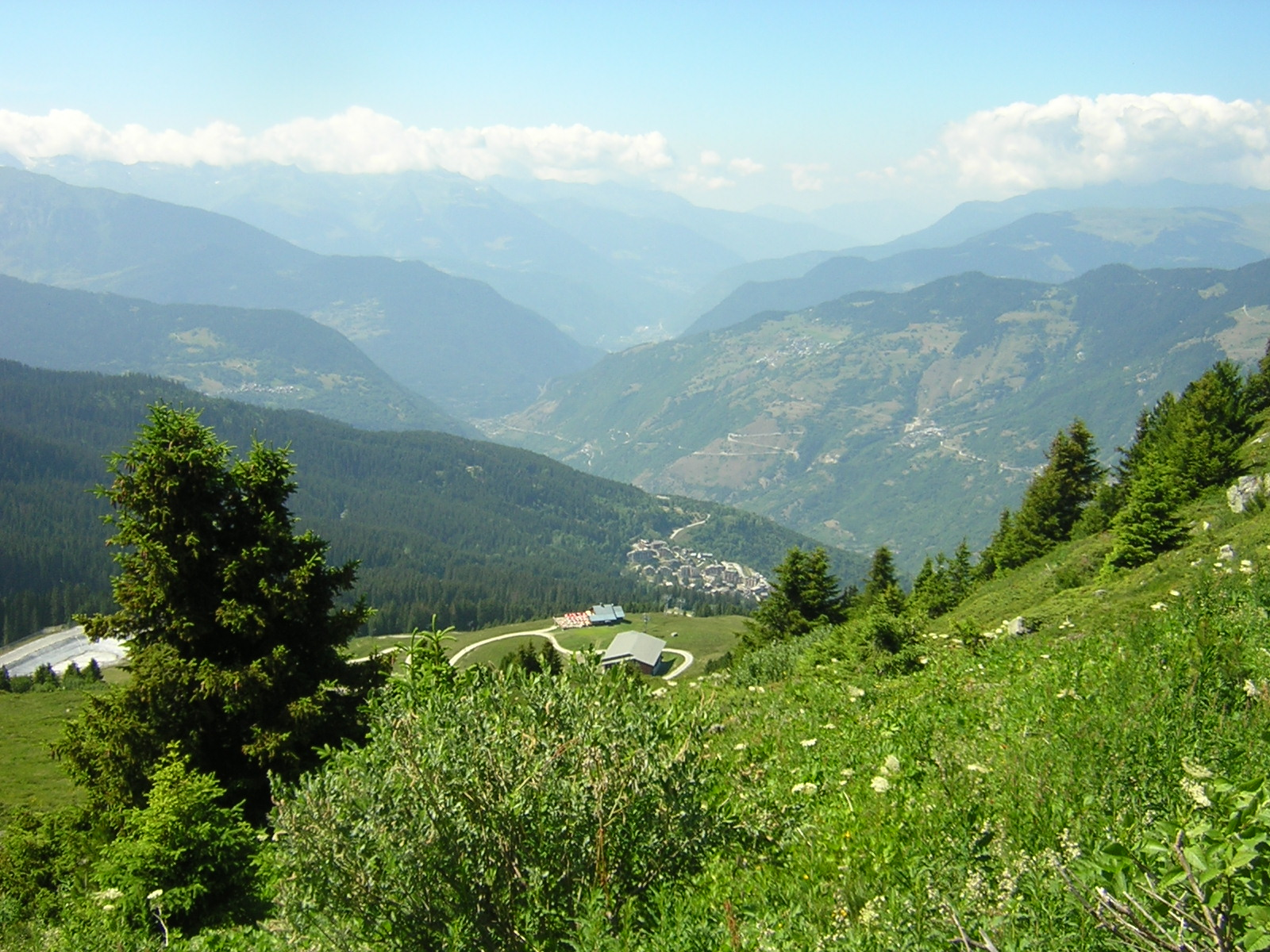
Vue du col de la Loze